# 1733 en littérature
| Années de la littérature : 1730 - 1731 - 1732 - 1733 - 1734 - 1735 - 1736    |
| Décennies de la littérature : 1700 - 1710 - 1720 - 1730 - 1740 - 1750 - 1760 |

Cet article présente les faits marquants de l'année 1733 en littérature.

## Événements
- Avril-mai : Voltaire et Émilie du Châtelet se rencontrent à l'Opéra de Paris où l'on donne L'Empire de l'Amour de Moncrif. Début de leur liaison[1].
- 6 juillet : Laurence Sterne est admis au Jesus College de Cambridge[2].

## Parutions
- 20 février : publication anonyme du premier épitre du poème d'Alexander Pope An Essay on Man ; trois autres épitres paraissent le 29 mars, le 8 mai et le 24 janvier 1734[3].

- Voltaire, Letters Concerning the English Nation, London, C. Davis and A. Lyon, 1733 (présentation en ligne), première édition, en anglais, des Lettres philosophiques, éloge des mœurs politiques anglaises.
- Publication à Amsterdam en traduction française, sous la signature de Jonathan Swift, de l'Art du mensonge politique, pamphlet et traité de politique satirique publié en anglais en 1712 par John Arbuthnot[4].

## Naissances
- 5 septembre : Christoph Martin Wieland, poète, traducteur et éditeur allemand († 1813)